# Marc Forster
Marc Forster (Illertissen, 1969. november 30. –) német-svájci filmrendező, forgatókönyvíró és filmproducer.
Egész estés filmrendezései közé tartozik a Szörnyek keringője (2002), az Én, Pán Péter (2004), a Felforgatókönyv (2006), a Papírsárkányok (2007), A Quantum csendje (2008), a Z világháború (2013) és a Barátom, Róbert Gida (2018). A 2020-as évek eleje óta egy Thomas, a gőzmozdony-film rendezését tervezi.
Munkásságát BAFTA-, Golden Globe- és Independent Spirit-díj jelölésekkel honorálták.

## Gyermekkora és családja
Egy bajorországi kisvárosban, az Ulm közelében fekvő Illertissenben született. Édesapja, az 1998-ban rákban elhunyt Wolf Forster nőgyógyászként dolgozott, majd gyógyszeripari vállalkozásba fogott. Édesanyja, Ulli építész volt. Tehetős szülei az 1970-es évek elejétől lezajló, gazdag német állampolgárok ellen elkövetett szélsőbaloldali terrorcselekményektől tartva döntöttek úgy, hogy három gyermekükkel a biztonságosabb Svájcba költöznek. Erre 1979-ben került sor, amikor Marc kilencéves volt, ezután a fiú Davosban töltötte kamaszéveit.
Tizenkét évesen látta Francis Ford Coppola Apokalipszis most című filmjét, ennek hatására döntötte el, hogy filmrendező lesz. Tanulmányai befejezése után, huszonegy évesen költözött az Amerikai Egyesült Államokba, hogy a New York Egyetemen filmművészetet hallgasson. 1993-ban szerezte meg diplomáját.

## Rendezői pályafutása

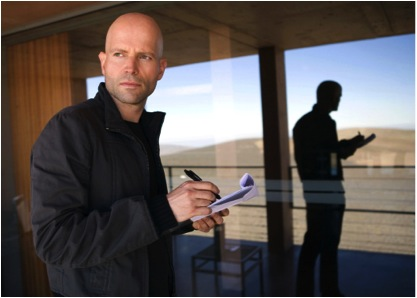
A Quantum csendje forgatásán.

Első filmrendezése a Loungers (1995) című alacsony költségvetésű, kísérleti musical volt. A Hollywoodban, mindössze tíznapos munkával elkészült mű megnyerte az 1996-os Slamdance Filmfesztivál közönségdíját.
Személyes tragédiák miatt öt évet kellett várnia következő filmje elkészítéséig. 1998-ban három hónap leforgása alatt elveszítette nagyanyját, rákban elhunyt édesapját és testvérét, Wolfgangot, aki öngyilkos lett. A súlyos veszteség inspirációként szolgált az Everything Put Together (2000) című lélektani dráma elkészítéséhez, melyet Forster társ-forgatókönyvíróként is jegyez. A 2000-es Sundance Filmfesztiválon a Zsűri Nagydíjára jelölték a filmet.
2001-ben rendezte meg a Szörnyek keringője című drámáját, mely meghozta számára a rendezői áttörést. A főbb szerepeket Billy Bob Thornton, Heath Ledger, Halle Berry és Peter Boyle alakította. Ezt követte a J. M. Barrie író életét feldolgozó Én, Pán Péter (2004) – a film hét kategóriában kapott Oscar- öt kategóriában pedig Golden Globe-jelöléseket. Forstert rendezőként BAFTA-, Golden Globe- és Directors Guild of America-díjakra jelölték. A 2004-ben bemutatott Harry Potter és az azkabani fogoly kapcsán Forster neve is felmerült lehetséges rendezőként, de nem vállalta el azt.
2005-ös Maradj! című, Ewan McGregor és Naomi Watts főszereplésével készült thrillere pénzügyi és kritikai bukásnak bizonyult. A következő évben megrendezett Felforgatókönyv bevételi adatai és kritikái már jóval kedvezőbbek voltak, a főszereplő Will Ferrellnek pedig Golden Globe-jelölést hozott. 2007-ben Forster Khaled Hosseini Papírsárkányok című bestsellerét vitte filmvászonra, David Benioff forgatókönyve alapján. Az azonos címmel bemutatott filmdráma világszerte összesen 73 millió amerikai dolláros bevételt, emellett Golden Globe- és BAFTA-jelöléseket is szerzett.
2008-ban – a filmsorozat legfiatalabb rendezőjeként – a harminckilenc éves Forster készíthette el a 22. James Bond-filmet. A Quantum csendje, Daniel Craiggel a főszerepben 586 millió dollárral az egyik legmagasabb bevételű Bond-film lett, bár megosztó kritikák születtek róla.

### 2010 után
2010-ben adaptálta filmre a World War Z – Zombiháború című poszt-apokaliptikus regényt. A Brad Pitt főszereplésével leforgatott Z világháború több mint félmilliárd dolláros összbevételével Pitt legjövedelmezőbb filmje és minden idők legnagyobb bevételű zombifilmje lett.
A Csak téged látlak (2016) című lélektani drámát Forster a saját forgatókönyve alapján rendezte meg. Főszereplője egy vak nő (Blake Lively), aki látása visszanyerése után korábban nem látott, zavaró részleteket kezd felfedezni önmagával és házasságával kapcsolatban. 2018-ban került mozikba Forster Barátom, Róbert Gida című rendezése, mely a Micimackó élőszereplős feldolgozása, Ewan McGregorral a címszerepben.
2020 októberében jelentette be a Mattel cég, hogy Forster lesz a rendezője és koproducere egy részben animációs, részben élőszereplős Thomas, a gőzmozdony filmnek.

## Magánélete
2008-ban svájci állampolgárságot kapott, így német–svájci kettős állampolgár lett, valamint Davos díszpolgárává is avatták.
2003-ban ismerkedett össze a svájci Dana Kohlerrel, akivel 2005-től alkottak egy párt. 2009-ben született meg Lia Enéa nevű kislányuk. 2010-ben Forster bejelentette, hogy különköltöztek, de ennek ellenére továbbra is baráti kapcsolatot ápolnak egymással volt barátnőjével.

## Filmográfia

### Film
| Év   | Magyar cím                    | Eredeti cím               | Feladatkör | Feladatkör | Feladatkör   | Megjegyzések                                   |
| Év   | Magyar cím                    | Eredeti cím               | Rendező    | Producer   | Forgatókönyv | Megjegyzések                                   |
| ---- | ----------------------------- | ------------------------- | ---------- | ---------- | ------------ | ---------------------------------------------- |
| 1995 |                               | Loungers                  | Igen       | Nem        | Igen         | társíró: Sebastian Roche                       |
| 2000 |                               | Everything Put Together   | Igen       | Nem        | Igen         | társíró: Adam Forgash és Catherine Lloyd Burns |
| 2001 | Szörnyek keringője            | Monster's Ball            | Igen       | Nem        | Nem          |                                                |
| 2004 | Én, Pán Péter                 | Finding Neverland         | Igen       | Nem        | Nem          | cameoszerep (dolgozó a jelmezszobában)         |
| 2005 | Amerikai álom                 | Sueño                     | Nem        | Igen       | Nem          |                                                |
| 2005 | Maradj!                       | Stay                      | Igen       | Nem        | Nem          |                                                |
| 2006 | Felforgatókönyv               | Stranger than Fiction     | Igen       | Nem        | Nem          |                                                |
| 2007 | Papírsárkányok                | The Kite Runner           | Igen       | Nem        | Nem          |                                                |
| 2008 | A Quantum csendje             | Quantum of Solace         | Igen       | Nem        | Nem          |                                                |
| 2009 |                               | LX Forty                  | Igen       | Igen       | Igen         | rövidfilm                                      |
| 2011 | Géppisztolyos prédikátor      | Machine Gun Preacher      | Igen       | Igen       | Nem          |                                                |
| 2012 | Lekapcsolódás                 | Disconnect                | Nem        | Vezető     | Nem          |                                                |
| 2013 | Z világháború                 | World War Z               | Igen       | Vezető     | Nem          |                                                |
| 2016 | Csak téged látlak             | All I See Is You          | Igen       | Igen       | Igen         | társíró: Sean Conway                           |
| 2017 |                               | The Receipt: Lost & Found | Igen       | Nem        | Nem          | rövidfilm                                      |
| 2018 |                               | Come Sunday               | Nem        | Vezető     | Nem          |                                                |
| 2018 | Barátom, Róbert Gida          | Christopher Robin         | Igen       | Nem        | Nem          |                                                |
| 2019 | Kutyabaj                      | My Dog Stupid             | Nem        | Vezető     | Nem          |                                                |
| 2022 | Az ember, akit Ottónak hívnak | A Man Called Otto         | Igen       | Nem        | Nem          |                                                |

### Televízió
- Hand of God (2014–2017) – vezető producer és két epizód rendezője

## Fontosabb díjak és jelölések
| Év   | Díj                              | Kategória                                                  | Film                    | Eredmény |
| ---- | -------------------------------- | ---------------------------------------------------------- | ----------------------- | -------- |
| 2000 | Sundance Filmfesztivál           | Zsűri Nagydíja                                             | Everything Put Together | Jelölve  |
| 2001 | Independent Spirit-díj           | Figyelemre érdemes személy (Someone to Watch Award)        | Everything Put Together | Elnyerte |
| 2001 | Independent Spirit-díj           | Legjobb, 500 000 dollár alatti összegből készült játékfilm | Everything Put Together | Jelölve  |
| 2002 | Berlini Nemzetközi Filmfesztivál | Arany Medve                                                | Szörnyek keringője      | Jelölve  |
| 2005 | Golden Globe-díj                 | Legjobb rendező                                            | Én, Pán Péter           | Jelölve  |
| 2005 | BAFTA-díj                        | Legjobb rendező                                            | Én, Pán Péter           | Jelölve  |
| 2005 | Directors Guild of America-díj   | Legjobb rendezés                                           | Én, Pán Péter           | Jelölve  |

## Fordítás
- Ez a szócikk részben vagy egészben  a   Marc Forster című angol Wikipédia-szócikk fordításán alapul.  Az eredeti cikk szerkesztőit annak laptörténete sorolja fel. Ez a jelzés csupán a megfogalmazás eredetét és a szerzői jogokat jelzi, nem szolgál a cikkben szereplő információk forrásmegjelöléseként.